# Formule 1 v roce 2018
Sezóna Formule 1 2018 byla 69. sezónou Mistrovství světa Formule 1, závodní série pořádané pod hlavičkou Mezinárodní automobilové federace (FIA). Účastnilo se jí dvacet jezdců a deset týmů. Kalendář sezóny tvořilo 21 závodů.

## Týmy a jezdci
Sezóny 2018 se zúčastnily všechny týmy z předchozí sezóny.

### Změny před sezónou
- McLaren změnil dodavatele motorů, místo motorů Honda začal od roku 2018 používat motory Renault.
- Tým Toro Rosso také změnil dodavatele, namísto Renault používal motory Honda.
- Sauber nově bude označovat motory od Ferrari názvem jiné automobilky Alfa Romeo. Tato značka se do F1 vrací po 23 letech.[1]

### Změny během sezóny
- Dne 27. července vstoupil tým Force India do nucené samospávy. Dne 7. srpna byl tým zakoupen Lawrencem Strollem a dne 23. srpna získal licenci jako zcela nový tým, z toho důvodu mu byly odebrány veškeré body získané v sezóně 2018 a od Grand Prix Belgie tým nastupuje pod názvem Racing Point Force India F1 Team.

| #  | Obr.                             | Tým                              | Konstruktér          | Šasi                   | Motor                      | Pneumatiky | No. | Obr. | Zkr.              | Jezdci           | Závody                         |                                                  | Testovací jezdci |
| -- | -------------------------------- | -------------------------------- | -------------------- | ---------------------- | -------------------------- | ---------- | --- | ---- | ----------------- | ---------------- | ------------------------------ | ------------------------------------------------ | ---------------- |
| 1  |                                  | Mercedes AMG Petronas Motorsport | Mercedes             | F1 W09 EQ Power+       | Mercedes M09 EQ Power+     | P          | 44  |      | HAM               | Lewis Hamilton   | Vše                            | George Russell Pascal Wehrlein Esteban Gutiérrez |                  |
| 1  | 77                               | Mercedes AMG Petronas Motorsport | Mercedes             | F1 W09 EQ Power+       | Mercedes M09 EQ Power+     | P          |     | BOT  | Valtteri Bottas   | Vše              |                                | George Russell Pascal Wehrlein Esteban Gutiérrez |                  |
| 2  |                                  | Scuderia Ferrari                 | Ferrari              | SF71H                  | Ferrari 062 EVO            | P          | 5   |      | VET               | Sebastian Vettel | Vše                            | Daniil Kvjat Antonio Giovinazzi                  |                  |
| 2  | 7                                | Scuderia Ferrari                 | Ferrari              | SF71H                  | Ferrari 062 EVO            | P          |     | RAI  | Kimi Räikkönen    | Vše              |                                | Daniil Kvjat Antonio Giovinazzi                  |                  |
| 3  |                                  | Aston Martin Red Bull Racing     | Red Bull–TAG Heuer   | RB14                   | TAG Heuer (Renault R.E.18) | P          | 3   |      | RIC               | Daniel Ricciardo | Vše                            | Sébastien Buemi                                  |                  |
| 3  | 33                               | Aston Martin Red Bull Racing     | Red Bull–TAG Heuer   | RB14                   | TAG Heuer (Renault R.E.18) | P          |     | VER  | Max Verstappen    | Vše              |                                | Sébastien Buemi                                  |                  |
| 4  |                                  | Sahara Force India F1 Team       | Force India–Mercedes | VJM11                  | Mercedes M09 EQ Power+     | P          | 11  |      | PER               | Sergio Pérez     | 1-12                           | Nicholas Latifi Nikita Mazepin                   |                  |
| 4  | 31                               | Sahara Force India F1 Team       | Force India–Mercedes | VJM11                  | Mercedes M09 EQ Power+     | P          |     | OCO  | Esteban Ocon      | 1-12             |                                | Nicholas Latifi Nikita Mazepin                   |                  |
| -  | Racing Point Force India F1 Team | Force India–Mercedes             | VJM11                | Mercedes M09 EQ Power+ | P                          | 11         |     | PER  | Sergio Pérez      | 13-21            | Nicholas Latifi Nikita Mazepin |                                                  |                  |
| -  | Racing Point Force India F1 Team | Force India–Mercedes             | VJM11                | Mercedes M09 EQ Power+ | P                          | 31         |     | OCO  | Esteban Ocon      | 13-21            | Nicholas Latifi Nikita Mazepin |                                                  |                  |
| 5  |                                  | Williams Martini Racing          | Williams–Mercedes    | FW41                   | Mercedes M09 EQ Power+     | P          | 18  |      | STR               | Lance Stroll     | Vše                            | Robert Kubica Oliver Rowland Karun Chandhok      |                  |
| 5  | 35                               | Williams Martini Racing          | Williams–Mercedes    | FW41                   | Mercedes M09 EQ Power+     | P          |     | SIR  | Sergej Sirotkin   | Vše              |                                | Robert Kubica Oliver Rowland Karun Chandhok      |                  |
| 6  |                                  | Renault Sport Formula One Team   | Renault              | R.S.18                 | Renault R.E.18             | P          | 27  |      | HUL               | Nico Hülkenberg  | Vše                            | Jack Aitken Anthoine Hubert Arťom Markelov       |                  |
| 6  | 55                               | Renault Sport Formula One Team   | Renault              | R.S.18                 | Renault R.E.18             | P          |     | SAI  | Carlos Sainz Jr.  | Vše              |                                | Jack Aitken Anthoine Hubert Arťom Markelov       |                  |
| 7  |                                  | Red Bull Toro Rosso Honda        | Toro Rosso–Honda     | STR13                  | Honda RA618H               | P          | 10  |      | GAS               | Pierre Gasly     | Vše                            | Sean Gelael                                      |                  |
| 7  | 28                               | Red Bull Toro Rosso Honda        | Toro Rosso–Honda     | STR13                  | Honda RA618H               | P          |     | HAR  | Brendon Hartley   | Vše              |                                | Sean Gelael                                      |                  |
| 8  |                                  | Haas F1 Team                     | Haas–Ferrari         | VF-18                  | Ferrari 062 EVO            | P          | 8   |      | GRO               | Romain Grosjean  | Vše                            | Santino Ferrucci Arjun Maini                     |                  |
| 8  | 20                               | Haas F1 Team                     | Haas–Ferrari         | VF-18                  | Ferrari 062 EVO            | P          |     | MAG  | Kevin Magnussen   | Vše              |                                | Santino Ferrucci Arjun Maini                     |                  |
| 9  |                                  | McLaren F1 Team                  | McLaren–Renault      | MCL33                  | Renault R.E.18             | P          | 14  |      | ALO               | Fernando Alonso  | Vše                            | Lando Norris                                     |                  |
| 9  | 2                                | McLaren F1 Team                  | McLaren–Renault      | MCL33                  | Renault R.E.18             | P          |     | VAN  | Stoffel Vandoorne | Vše              |                                | Lando Norris                                     |                  |
| 10 |                                  | Alfa Romeo Sauber F1 Team        | Sauber–Ferrari       | C37                    | Ferrari 062 EVO            | P          | 9   |      | ERI               | Marcus Ericsson  | Vše                            | Antonio Giovinazzi Tatiana Calderónová           |                  |
| 10 | 16                               | Alfa Romeo Sauber F1 Team        | Sauber–Ferrari       | C37                    | Ferrari 062 EVO            | P          |     | LEC  | Charles Leclerc   | Vše              |                                | Antonio Giovinazzi Tatiana Calderónová           |                  |

## Přestupy jezdců
| Jezdec          | 2017                         | 2018                             | Pozice v týmu/Série |
| --------------- | ---------------------------- | -------------------------------- | ------------------- |
| Jenson Button   | McLaren Honda Formula 1 Team | Team Kunimitsu                   | Super GT            |
| Felipe Massa    | Williams Martini Racing      | Venturi Grand Prix               | Formule E           |
| Jolyon Palmer   | Renault F1                   | ukončení smlouvy                 |                     |
| Daniil Kvjat    | Scuderia Toro Rosso          | Scuderia Ferrari                 | vývojový jezdec     |
| Charles Leclerc | Prema Racing (F2)            | Alfa Romeo Sauber F1 Team        | jezdec              |
| Pascal Wehrlein | Sauber F1 Team               | Mercedes-AMG Motorsport Petronas | DTM                 |
| Sergej Sirotkin | Renault F1 (Test)            | Williams F1                      | jezdec              |

## Kalendář
| Pořadí | Grand Prix                | Okruh                                          | Datum         |
| ------ | ------------------------- | ---------------------------------------------- | ------------- |
| 1      | Grand Prix Austrálie      | Melbourne Grand Prix Circuit, Melbourne        | 25. března    |
| 2      | Grand Prix Bahrajnu       | Bahrain International Circuit, Sakhir          | 8. dubna      |
| 3      | Grand Prix Číny           | Shanghai International Circuit, Šanghaj        | 15. dubna     |
| 4      | Grand Prix Ázerbájdžánu   | Baku Street Circuit, Baku                      | 29. dubna     |
| 5      | Grand Prix Španělska      | Circuit de Barcelona-Catalunya, Barcelona      | 13. května    |
| 6      | Grand Prix Monaka         | Circuit de Monaco, Monte Carlo                 | 27. května    |
| 7      | Grand Prix Kanady         | Circuit Gilles Villeneuve, Montreal            | 10. června    |
| 8      | Grand Prix Francie        | Circuit Paul-Ricard, Le Castellet              | 24. června    |
| 9      | Grand Prix Rakouska       | Red Bull Ring, Spielberg                       | 1. července   |
| 10     | Grand Prix Velké Británie | Silverstone, Silverstone                       | 8. července   |
| 11     | Grand Prix Německa        | Hockenheimring, Hockenheim                     | 22. července  |
| 12     | Grand Prix Maďarska       | Hungaroring, Budapešť                          | 29. července  |
| 13     | Grand Prix Belgie         | Circuit de Spa-Francorchamps, Spa              | 26. srpna     |
| 14     | Grand Prix Itálie         | Autodromo Nazionale Monza, Monza               | 2. září       |
| 15     | Grand Prix Singapuru      | Marina Bay, Singapur                           | 16. září      |
| 16     | Grand Prix Ruska          | Sochi Autodrom, Soči                           | 30. září      |
| 17     | Grand Prix Japonska       | Suzuka Circuit, Suzuka                         | 7. října      |
| 18     | Grand Prix USA            | Circuit of the Americas, Austin, Texas         | 21. října     |
| 19     | Grand Prix Mexika         | Autódromo Hermanos Rodríguez, Ciudad de México | 28. října     |
| 20     | Grand Prix Brazílie       | Autódromo José Carlos Pace, São Paulo          | 11. listopadu |
| 21     | Grand Prix Abú Zabí       | Yas Marina Circuit, Abú Zabí                   | 25. listopadu |

### Změny v kalendáři
- Grand Prix Číny a Grand Prix Bahrajnu si opět prohodily pořadí.
- Grand Prix Ruska se pojede až v podzimním termínu a na její místo se přesunula Grand Prix Ázerbájdžánu.
- Nepojede se Grand Prix Malajsie, její organizátoři se s novým vlastníkem Formule 1 (společností Liberty Media) dohodli na předčasném ukončení smlouvy kvůli klesajícímu zájmu diváků.[10]
- Celkový počet závodů se zvýšil na 21, podruhé v historii (poprvé se tak stalo v roce 2016).
  - Do kalendáře se poprvé od roku 2008 vrací Grand Prix Francie, která se pojede na zmodernizovaném okruhu Paul-Ricard u města Le Castellet. Poslední závod Formule 1 se zde odjel v roce 1990, od té doby sloužil okruh pro testování.
  - V kalendáři se po roční pauze objevuje Grand Prix Německa, pojede se na Hockenheimringu.

## Pneumatiky
Jediným poskytovatelem pneumatik pro sezónu 2017 bylo Pirelli. Přestože nemají v závodě žádné využití, Pirelli poskytuje týmům od roku 2014 během předsezónního tréninku tvrdé zimní pneumatiky, které jsou speciálně navrženy pro výkon v obzvláště chladných dnech. Od ostatních se odlišují tím, že na straně nemají žádné označení.
| Název                    | Barva | Barva | Povrch     | Podmínky tratě | Typ sloučeniny          | Přilnavost              | Odolnost              |
| ------------------------ | ----- | ----- | ---------- | -------------- | ----------------------- | ----------------------- | --------------------- |
| Hypersoft (hyper měkké)  | HS    |       | Hladký     | Suché          | Volitelný               | 7 - Nejlepší přilnavost | 1 - Nejnižší odolnost |
| Ultrasoft (ultra měkké)  | US    |       | Hladký     | Suché          | Volitelný / Měkký       | 6                       | 2                     |
| Supersoft (super měkké)  | SS    |       | Hladký     | Suché          | Měkký / Střední / Tvrdý | 5                       | 3                     |
| Soft (měkké)             | S     |       | Hladký     | Suché          | Měkký / Střední / Tvrdý | 4                       | 4                     |
| Medium (střední)         | M     |       | Hladký     | Suché          | Střední / Tvrdý         | 3                       | 5                     |
| Hard (tvrdé)             | H     |       | Hladký     | Suché          | Tvrdý                   | 2                       | 6                     |
| Superhard (supertvrdé)   | SH    |       | Hladký     | Suché          | Tvrdý                   | 1 - Nejhorší přilnavost | 7 - Nejvyšší odolnost |
| Intermediate (přechodné) | I     |       | Drážkovaný | Mokré          | Přechodný               |                         |                       |
| Wet (mokré)              | W     |       | Drážkovaný | Mokré          | Mokrý                   |                         |                       |

## Výsledky a pořadí

### Velké ceny
| Pořadí | Grand Prix                | Pole position    | Vítěz závodu     | Vítězný tým        | Nejrychlejší kolo | Výsledky |
| ------ | ------------------------- | ---------------- | ---------------- | ------------------ | ----------------- | -------- |
| 1      | Grand Prix Austrálie      | Lewis Hamilton   | Sebastian Vettel | Ferrari            | Daniel Ricciardo  | Výsledky |
| 2      | Grand Prix Bahrajnu       | Sebastian Vettel | Sebastian Vettel | Ferrari            | Valtteri Bottas   | Výsledky |
| 3      | Grand Prix Číny           | Sebastian Vettel | Daniel Ricciardo | Red Bull–TAG Heuer | Daniel Ricciardo  | Výsledky |
| 4      | Grand Prix Ázerbájdžánu   | Sebastian Vettel | Lewis Hamilton   | Mercedes           | Valtteri Bottas   | Výsledky |
| 5      | Grand Prix Španělska      | Lewis Hamilton   | Lewis Hamilton   | Mercedes           | Daniel Ricciardo  | Výsledky |
| 6      | Grand Prix Monaka         | Daniel Ricciardo | Daniel Ricciardo | Red Bull–TAG Heuer | Max Verstappen    | Výsledky |
| 7      | Grand Prix Kanady         | Sebastian Vettel | Sebastian Vettel | Ferrari            | Max Verstappen    | Výsledky |
| 8      | Grand Prix Francie        | Lewis Hamilton   | Lewis Hamilton   | Mercedes           | Valtteri Bottas   | Výsledky |
| 9      | Grand Prix Rakouska       | Valtteri Bottas  | Max Verstappen   | Red Bull–TAG Heuer | Kimi Räikkönen    | Výsledky |
| 10     | Grand Prix Velké Británie | Lewis Hamilton   | Sebastian Vettel | Ferrari            | Sebastian Vettel  | Výsledky |
| 11     | Grand Prix Německa        | Sebastian Vettel | Lewis Hamilton   | Mercedes           | Lewis Hamilton    | Výsledky |
| 12     | Grand Prix Maďarska       | Lewis Hamilton   | Lewis Hamilton   | Mercedes           | Daniel Ricciardo  | Výsledky |
| 13     | Grand Prix Belgie         | Lewis Hamilton   | Sebastian Vettel | Ferrari            | Valtteri Bottas   | Výsledky |
| 14     | Grand Prix Itálie         | Kimi Räikkönen   | Lewis Hamilton   | Mercedes           | Lewis Hamilton    | Výsledky |
| 15     | Grand Prix Singapuru      | Lewis Hamilton   | Lewis Hamilton   | Mercedes           | Kevin Magnussen   | Výsledky |
| 16     | Grand Prix Ruska          | Valtteri Bottas  | Lewis Hamilton   | Mercedes           | Valtteri Bottas   | Výsledky |
| 17     | Grand Prix Japonska       | Lewis Hamilton   | Lewis Hamilton   | Mercedes           | Sebastian Vettel  | Výsledky |
| 18     | Grand Prix USA            | Lewis Hamilton   | Kimi Räikkönen   | Ferrari            | Lewis Hamilton    | Výsledky |
| 19     | Grand Prix Mexika         | Daniel Ricciardo | Max Verstappen   | Red Bull–TAG Heuer | Valtteri Bottas   | Výsledky |
| 20     | Grand Prix Brazílie       | Lewis Hamilton   | Lewis Hamilton   | Mercedes           | Valtteri Bottas   | Výsledky |
| 21     | Grand Prix Abú Zabí       | Lewis Hamilton   | Lewis Hamilton   | Mercedes           | Sebastian Vettel  | Výsledky |

### Pořadí jezdců
Za umístění v závodě získává body prvních 10 jezdců v cíli. Body jsou rozděleny takto:
| Umístění | 1. | 2. | 3. | 4. | 5. | 6. | 7. | 8. | 9. | 10. | NK |
| Body     | 25 | 18 | 15 | 12 | 10 | 8  | 6  | 4  | 2  | 1   | 1  |

V případě rovnosti bodů rozhoduje vyšší počet umístění na 1., 2., 3. a dalších místech až do chvíle, kdy lze o pořadí rozhodnout. Konečné rozhodnutí náleží FIA.
| Poř.   | Jezdec            | AUS | BHR | CHN | AZE | ESP | MON | CAN | FRA | AUT | GBR | GER | HUN | BEL | ITA | SIN | RUS | JPN | USA | MEX | BRA | ABU | Body |
| ------ | ----------------- | --- | --- | --- | --- | --- | --- | --- | --- | --- | --- | --- | --- | --- | --- | --- | --- | --- | --- | --- | --- | --- | ---- |
| 1      | Lewis Hamilton    | 2   | 3   | 4   | 1   | 1   | 3   | 5   | 1   | Ret | 2   | 1   | 1   | 2   | 1   | 1   | 1   | 1   | 3   | 4   | 1   | 1   | 408  |
| 2      | Sebastian Vettel  | 1   | 1   | 8   | 4   | 4   | 2   | 1   | 5   | 3   | 1   | Ret | 2   | 1   | 4   | 3   | 3   | 6   | 4   | 2   | 6   | 2   | 320  |
| 3      | Kimi Räikkönen    | 3   | Ret | 3   | 2   | Ret | 4   | 6   | 3   | 2   | 3   | 3   | 3   | Ret | 2   | 5   | 4   | 5   | 1   | 3   | 3   | Ret | 251  |
| 4      | Max Verstappen    | 6   | Ret | 5   | Ret | 3   | 9   | 3   | 2   | 1   | 15† | 4   | Ret | 3   | 5   | 2   | 5   | 3   | 2   | 1   | 2   | 3   | 249  |
| 5      | Valtteri Bottas   | 8   | 2   | 2   | 14† | 2   | 5   | 2   | 7   | Ret | 4   | 2   | 5   | 4   | 3   | 4   | 2   | 2   | 5   | 5   | 5   | 5   | 247  |
| 6      | Daniel Ricciardo  | 4   | Ret | 1   | Ret | 5   | 1   | 4   | 4   | Ret | 5   | Ret | 4   | Ret | Ret | 6   | 6   | 4   | Ret | Ret | 4   | 4   | 170  |
| 7      | Nico Hülkenberg   | 7   | 6   | 6   | Ret | Ret | 8   | 7   | 9   | Ret | 6   | 5   | 12  | Ret | 13  | 10  | 12  | Ret | 6   | 6   | Ret | Ret | 69   |
| 8      | Sergio Pérez      | 11  | 16  | 12  | 3   | 9   | 12  | 14  | Ret | 7   | 10  | 7   | 14  | 5   | 7   | 16  | 10  | 7   | 8   | Ret | 10  | 8   | 62   |
| 9      | Kevin Magnussen   | Ret | 5   | 10  | 13  | 6   | 13  | 13  | 6   | 5   | 9   | 11  | 7   | 8   | 16  | 18  | 8   | Ret | DSQ | 15  | 9   | 10  | 56   |
| 10     | Carlos Sainz Jr.  | 10  | 11  | 9   | 5   | 7   | 10  | 8   | 8   | 12  | Ret | 12  | 9   | 11  | 8   | 8   | 17  | 10  | 7   | Ret | 12  | 6   | 53   |
| 11     | Fernando Alonso   | 5   | 7   | 7   | 7   | 8   | Ret | Ret | 16† | 8   | 8   | 16† | 8   | Ret | Ret | 7   | 14  | 14  | Ret | Ret | 17  | 11  | 50   |
| 12     | Esteban Ocon      | 12  | 10  | 11  | Ret | Ret | 6   | 9   | Ret | 6   | 7   | 8   | 13  | 6   | 6   | Ret | 9   | 9   | DSQ | 11  | 14  | Ret | 49   |
| 13     | Charles Leclerc   | 13  | 12  | 19  | 6   | 10  | 18† | 10  | 10  | 9   | Ret | 15  | Ret | Ret | 11  | 9   | 7   | Ret | Ret | 7   | 7   | 7   | 39   |
| 14     | Romain Grosjean   | Ret | 13  | 17  | Ret | Ret | 15  | 12  | 11  | 4   | Ret | 6   | 10  | 7   | DSQ | 15  | 11  | 8   | Ret | 16  | 8   | 9   | 37   |
| 15     | Pierre Gasly      | Ret | 4   | 18  | 12  | Ret | 7   | 11  | Ret | 11  | 13  | 14  | 6   | 9   | 14  | 13  | Ret | 11  | 12  | 10  | 13  | Ret | 29   |
| 16     | Stoffel Vandoorne | 9   | 8   | 13  | 9   | Ret | 14  | 16  | 12  | 15† | 11  | 13  | Ret | 15  | 12  | 12  | 16  | 15  | 11  | 8   | 15  | 14  | 12   |
| 17     | Marcus Ericsson   | Ret | 9   | 16  | 11  | 13  | 11  | 15  | 13  | 10  | Ret | 9   | 15  | 10  | 15  | 11  | 13  | 12  | 10  | 9   | Ret | Ret | 9    |
| 18     | Lance Stroll      | 14  | 14  | 14  | 8   | 11  | 17  | Ret | 17† | 14  | 12  | Ret | 17  | 13  | 9   | 14  | 15  | 17  | 14  | 12  | 18  | 13  | 6    |
| 19     | Brendon Hartley   | 15  | 17  | 20† | 10  | 12  | 19† | Ret | 14  | Ret | Ret | 10  | 11  | 14  | Ret | 17  | Ret | 13  | 9   | 14  | 11  | 12  | 4    |
| 20     | Sergey Sirotkin   | Ret | 15  | 15  | Ret | 14  | 16  | 17  | 15  | 13  | 14  | Ret | 16  | 12  | 10  | 19  | 18  | 16  | 13  | 13  | 16  | 15  | 1    |
| Poř.   | Jezdec            | AUS | BHR | CHN | AZE | ESP | MON | CAN | FRA | AUT | GBR | GER | HUN | BEL | ITA | SIN | RUS | JPN | USA | MEX | BRA | ABU | Body |
| Zdroj: |                   |     |     |     |     |     |     |     |     |     |     |     |     |     |     |     |     |     |     |     |     |     |      |

| Legenda k tabulce | Legenda k tabulce                                                                       |
| Barva             | Výsledek                                                                                |
| ----------------- | --------------------------------------------------------------------------------------- |
| Zlatá             | Vítěz                                                                                   |
| Stříbrná          | 2. místo                                                                                |
| Bronzová          | 3. místo                                                                                |
| Zelená            | Bodované umístění                                                                       |
| Modrá             | Nebodované umístění                                                                     |
| Modrá             | Dokončil neklasifikován (NC)                                                            |
| Fialová           | Odstoupil (Ret)                                                                         |
| Červená           | Nekvalifikoval se (DNQ)                                                                 |
| Červená           | Nepředkvalifikoval se (DNPQ)                                                            |
| Černá             | Diskvalifikován (DSQ)                                                                   |
| Bílá              | Nestartoval (DNS)                                                                       |
| Bílá              | Závod zrušen (C)                                                                        |
| Světle modrá      | Pouze trénoval (PO)                                                                     |
| Světle modrá      | Páteční testovací jezdec (TD)                                                           |
| Bez barvy         | Netrénoval (DNP)                                                                        |
| Bez barvy         | Vyřazen (EX)                                                                            |
| Bez barvy         | Nepřijel (DNA)                                                                          |
| Bez barvy         | Odvolal účast (WD)                                                                      |
| Bez barvy         | Nezúčastnil se (prázdné)                                                                |
| Označení          | Význam                                                                                  |
| Tučnost           | Pole position                                                                           |
| Kurzíva           | Nejrychlejší kolo                                                                       |
| †                 | Jezdec nedojel do cíle, ale byl klasifikován, protože odjel více než 90 % délky závodu. |
| ‡                 | Byl udělován poloviční počet bodů, protože bylo odjeto méně než 75 % délky závodu.      |
| Horní index       | Umístění bodujících jezdců ve sprintu                                                   |

### Pohár konstruktérů
| Poř.   | Konstruktér               | AUS | BHR | CHN | AZE | ESP | MON | CAN | FRA | AUT | GBR | GER | HUN | BEL | ITA | SIN | RUS | JPN | USA | MEX | BRA | ABU | Body   |
| ------ | ------------------------- | --- | --- | --- | --- | --- | --- | --- | --- | --- | --- | --- | --- | --- | --- | --- | --- | --- | --- | --- | --- | --- | ------ |
| 1      | Mercedes                  | 2   | 2   | 2   | 1   | 1   | 3   | 2   | 1   | Ret | 2   | 1   | 1   | 2   | 1   | 1   | 1   | 1   | 3   | 4   | 1   | 1   | 655    |
| 1      | Mercedes                  | 8   | 3   | 4   | 14† | 2   | 5   | 5   | 7   | Ret | 4   | 2   | 5   | 4   | 3   | 4   | 2   | 2   | 5   | 5   | 5   | 5   | 655    |
| 2      | Ferrari                   | 1   | 1   | 3   | 2   | 4   | 2   | 1   | 3   | 2   | 1   | 3   | 2   | 1   | 2   | 3   | 3   | 5   | 1   | 2   | 3   | 2   | 571    |
| 2      | Ferrari                   | 3   | Ret | 8   | 4   | Ret | 4   | 6   | 5   | 3   | 3   | Ret | 3   | Ret | 4   | 5   | 4   | 6   | 4   | 3   | 6   | Ret | 571    |
| 3      | Red Bull Racing-TAG Heuer | 4   | Ret | 1   | Ret | 3   | 1   | 3   | 2   | 1   | 5   | 4   | 4   | 3   | 5   | 2   | 5   | 3   | 2   | 1   | 2   | 3   | 419    |
| 3      | Red Bull Racing-TAG Heuer | 6   | Ret | 5   | Ret | 5   | 9   | 4   | 4   | Ret | 15† | Ret | Ret | Ret | Ret | 6   | 6   | 4   | Ret | Ret | 4   | 4   | 419    |
| 4      | Renault                   | 7   | 6   | 6   | 5   | 7   | 8   | 7   | 8   | 12  | 6   | 5   | 9   | 11  | 8   | 8   | 12  | 10  | 6   | 6   | 12  | 6   | 122    |
| 4      | Renault                   | 10  | 11  | 9   | Ret | Ret | 10  | 8   | 9   | Ret | Ret | 12  | 12  | Ret | 13  | 10  | 17  | Ret | 7   | Ret | Ret | Ret | 122    |
| 5      | Haas–Ferrari              | Ret | 5   | 10  | 13  | 6   | 13  | 12  | 6   | 4   | 9   | 6   | 7   | 7   | 16  | 15  | 8   | 8   | Ret | 15  | 8   | 9   | 93     |
| 5      | Haas–Ferrari              | Ret | 13  | 17  | Ret | Ret | 15  | 13  | 11  | 5   | Ret | 11  | 10  | 8   | DSQ | 18  | 11  | Ret | DSQ | 16  | 9   | 10  | 93     |
| 6      | McLaren-Renault           | 5   | 7   | 7   | 7   | 8   | 14  | 16  | 12  | 8   | 8   | 13  | 8   | 15  | 12  | 7   | 14  | 14  | 11  | 8   | 15  | 11  | 62     |
| 6      | McLaren-Renault           | 9   | 8   | 13  | 9   | Ret | Ret | Ret | 16† | 15† | 11  | 16† | Ret | Ret | Ret | 12  | 16  | 15  | Ret | Ret | 17  | 14  | 62     |
| 7      | Force India-Mercedes      |     |     |     |     |     |     |     |     |     |     |     |     | 5   | 6   | 16  | 9   | 7   | 8   | 11  | 10  | 8   | 52     |
| 7      | Force India-Mercedes      |     |     |     |     |     |     |     |     |     |     |     |     | 6   | 7   | Ret | 10  | 9   | DSQ | Ret | 14  | Ret | 52     |
| 8      | Sauber-Ferrari            | 13  | 9   | 16  | 6   | 10  | 11  | 10  | 10  | 9   | Ret | 9   | 15  | 10  | 11  | 9   | 7   | 12  | 10  | 7   | 7   | 7   | 48     |
| 8      | Sauber-Ferrari            | Ret | 12  | 19  | 11  | 13  | 18† | 15  | 13  | 10  | Ret | 15  | Ret | Ret | 15  | 11  | 13  | Ret | Ret | 9   | Ret | Ret | 48     |
| 9      | Scuderia Toro Rosso-Honda | 15  | 4   | 18  | 10  | 12  | 7   | 11  | 14  | 11  | 13  | 10  | 6   | 9   | 14  | 13  | Ret | 11  | 9   | 10  | 11  | 12  | 33     |
| 9      | Scuderia Toro Rosso-Honda | Ret | 17  | 20† | 12  | Ret | 19† | Ret | Ret | Ret | Ret | 14  | 11  | 14  | Ret | 17  | Ret | 13  | 12  | 14  | 13  | Ret | 33     |
| 10     | Williams–Mercedes         | 14  | 14  | 14  | 8   | 11  | 16  | 17  | 15  | 13  | 12  | Ret | 16  | 12  | 9   | 14  | 15  | 16  | 13  | 12  | 16  | 13  | 7      |
| 10     | Williams–Mercedes         | Ret | 15  | 15  | Ret | 14  | 17  | Ret | 17† | 14  | 14  | Ret | 17  | 13  | 10  | 19  | 18  | 17  | 14  | 13  | 18  | 15  | 7      |
| EX     | Force India-Mercedes      | 11  | 10  | 11  | 3   | 9   | 6   | 9   | Ret | 6   | 7   | 7   | 13  |     |     |     |     |     |     |     |     |     | 0 (59) |
| EX     | Force India-Mercedes      | 12  | 16  | 12  | Ret | Ret | 12  | 14  | Ret | 7   | 10  | 8   | 14  |     |     |     |     |     |     |     |     |     | 0 (59) |
| Poř.   | Konstruktér               | AUS | BHR | CHN | AZE | ESP | MON | CAN | FRA | AUT | GBR | GER | HUN | BEL | ITA | SIN | RUS | JPN | USA | MEX | BRA | ABU | Body   |
| Zdroj: |                           |     |     |     |     |     |     |     |     |     |     |     |     |     |     |     |     |     |     |     |     |     |        |

| Legenda k tabulce | Legenda k tabulce                                                                       |
| Barva             | Výsledek                                                                                |
| ----------------- | --------------------------------------------------------------------------------------- |
| Zlatá             | Vítěz                                                                                   |
| Stříbrná          | 2. místo                                                                                |
| Bronzová          | 3. místo                                                                                |
| Zelená            | Bodované umístění                                                                       |
| Modrá             | Nebodované umístění                                                                     |
| Modrá             | Dokončil neklasifikován (NC)                                                            |
| Fialová           | Odstoupil (Ret)                                                                         |
| Červená           | Nekvalifikoval se (DNQ)                                                                 |
| Červená           | Nepředkvalifikoval se (DNPQ)                                                            |
| Černá             | Diskvalifikován (DSQ)                                                                   |
| Bílá              | Nestartoval (DNS)                                                                       |
| Bílá              | Závod zrušen (C)                                                                        |
| Světle modrá      | Pouze trénoval (PO)                                                                     |
| Světle modrá      | Páteční testovací jezdec (TD)                                                           |
| Bez barvy         | Netrénoval (DNP)                                                                        |
| Bez barvy         | Vyřazen (EX)                                                                            |
| Bez barvy         | Nepřijel (DNA)                                                                          |
| Bez barvy         | Odvolal účast (WD)                                                                      |
| Bez barvy         | Nezúčastnil se (prázdné)                                                                |
| Označení          | Význam                                                                                  |
| Tučnost           | Pole position                                                                           |
| Kurzíva           | Nejrychlejší kolo                                                                       |
| †                 | Jezdec nedojel do cíle, ale byl klasifikován, protože odjel více než 90 % délky závodu. |
| ‡                 | Byl udělován poloviční počet bodů, protože bylo odjeto méně než 75 % délky závodu.      |
| Horní index       | Umístění bodujících jezdců ve sprintu                                                   |